# فرد أكيرز
فرد أكيرز (بالإنجليزية: Fred Akers)‏ هو مدير فني ولاعب كرة قدم أمريكية أمريكي، ولد في 17 مارس 1938 في بليثفيل في الولايات المتحدة.